# 王湛

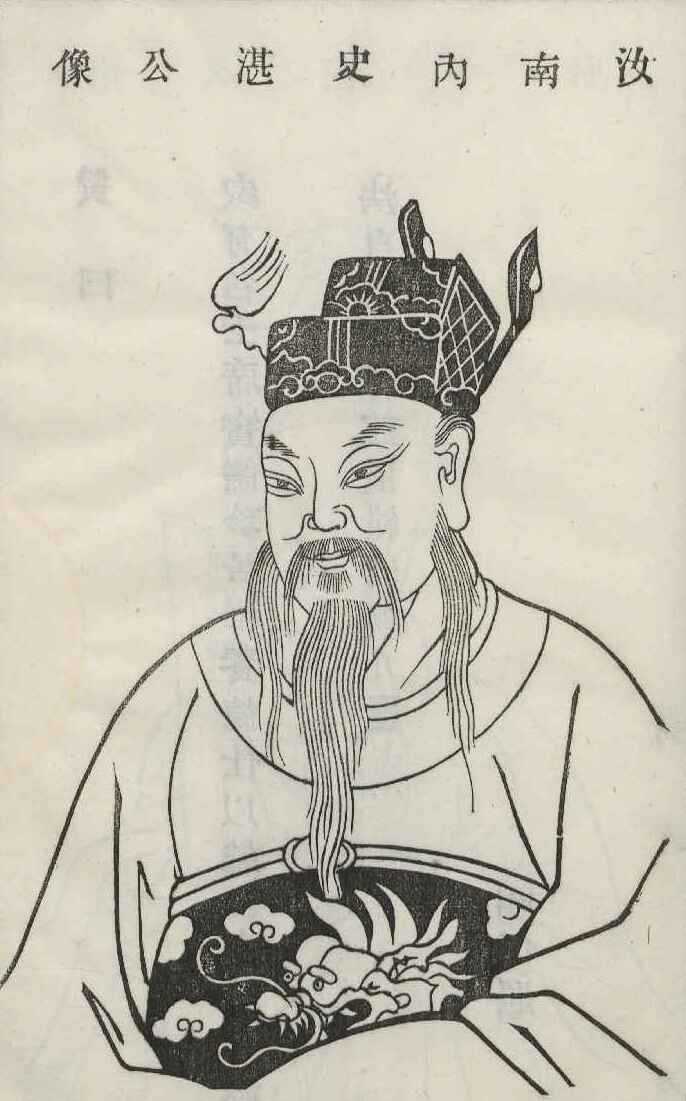
王湛

王湛（おう たん、249年 - 295年）は、中国の西晋の官僚。字は処沖。本貫は太原郡晋陽県。

## 経歴
魏の司空の王昶の子として生まれた。28歳のとき、はじめて出仕した。秦王文学・太子洗馬・尚書郎・太子中庶子を歴任し、汝南国内史として出向した。兄の王渾が呉を滅ぼすと、王湛は関内侯の位を受けた。元康5年（295年）、死去した。享年は47。

## 逸話
- 王湛の身長は7尺8寸あり、龍のような高い額と大きな鼻の持ち主であった。
- 王湛は寡黙で、与えた恩恵を隠して人に知らせなかったため、兄弟や一族たちは王湛のことを知能が低いものとみなした。ただひとり父の王昶だけは王湛の特異性を認めていた。父が死去すると、王湛は墓所に住み込んだ。喪が明けても、家の門を閉ざして、人づきあいをせず、恬淡としていた。
- 兄の子の王済は王湛のことを軽んじていた。王済が王湛を訪ねたとき、床に『周易』が転がっているのを見つけた。王済が「叔父上はこれを何に使うのですか」と訊ねると、王湛は「身体の中が良くないときに、見るだけだ」と答えた。王済が説明を求めると、王湛の説く易の道理は微妙かつ奇趣があり、王済の聞いたことのないものであった。王済は衝撃を受けて、態度を改め、連日連夜とどまって語り合った。「家に名士がいたのに、30年も知らなかったのは、済の罪である」と嘆いていった。王済が辞去するにあたって、王湛は門まで送った。
- 王済が騎乗の難しい馬を持っていたため、「叔父上は馬に乗るのがお好きですか」と王湛に訊ねた。王湛は「それも好きだよ」と答えた。王湛をこの馬に乗せてみると、姿勢も鞭さばきも優れていて、乗馬を得意とする者も遜色ないほどであった。また王済の愛馬について「この馬は速いけれども、力が弱いので苦行には耐えられない。近頃見た督郵の馬は勝っているが、ただ糧秣が足りていないだけだ」と言った。王済が試しに督郵の馬を自分の馬とともに養ってみた。王湛はまた督郵の馬について「この馬は重荷の背負いかたを知っているので、平路と変わりはないだろう」と言った。そこで重荷を背負わせて試してみたところ、王済の馬は躓いたが、督郵の馬はいつもどおりであった。王済はますます感心し、家に帰って「済は始めてひとりの叔父を得ました。すなわち済以上の人です」と父の王渾に報告した。
- 武帝もまた王湛を愚か者とみなしていたため、王済と会うたびに、「卿の家の愚かな叔父はまだ死なないのかね」といってからかった。王済はいつも答えなかった。王済が王湛の優れたところを知るようになって、武帝がまたいつものように訊ねると、王済は「臣の叔父は愚か者ではありません」と答え、その美点を讃えてみせた。武帝が「誰に匹敵するか」と訊ねると、王済は「山濤以下で、魏舒以上です」と答えた。当時の人は「王湛は上に山濤に及ばないが、下に魏舒と比べるには余裕がある」と評した。王湛はこれを聞いて「わたしを季氏と孟氏の間で処遇しよう[3]というのかね」といった。

## 妻子

### 妻
- 郝氏（太原の郝普の娘）[4]

### 子
- 王承

## 伝記資料
- 『晋書』巻75 列伝第45